# مدرسه دولتی

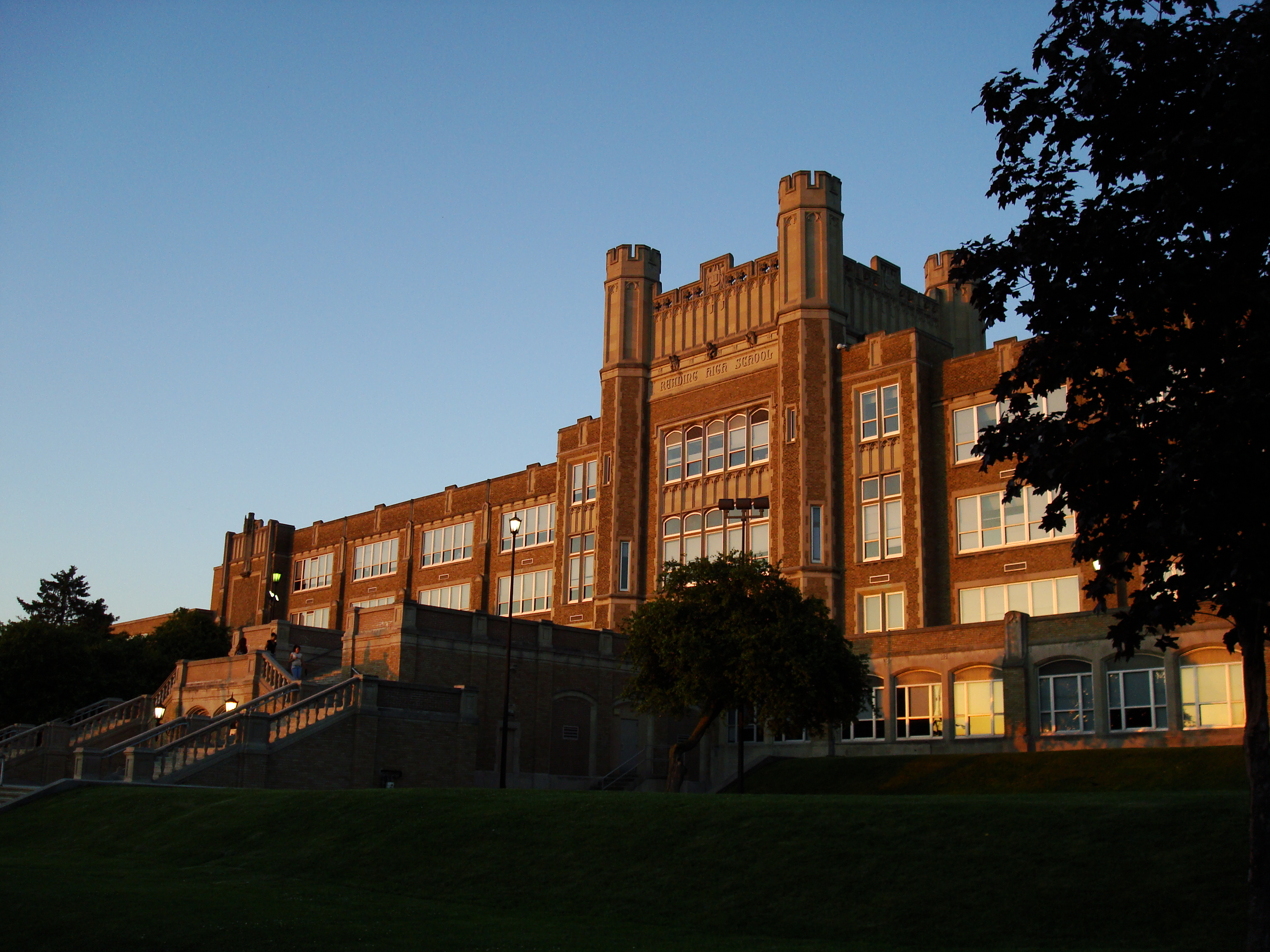
دبیرستان ریدینگ در شهر ردینگ، ایالت پنسیلوانیا، با ۵۴۹۸ دانش‌آموز در سال تحصیلی ۲۰۲۱–۲۰۲۲، بزرگ‌ترین مدرسه دولتی در ایالت پنسیلوانیا و یکی از بزرگ‌ترین مدارس دولتی در ایالات متحده آمریکا

مدرسه دولتی، مدرسه عمومی، یا مدرسه حکومتی (انگلیسی: State school؛ انگلیسی: public school؛ انگلیسی: government school) به مدرسه‌ای ابتدایی یا متوسطه گفته می‌شود که تمام دانش‌آموزان را بدون دریافت شهریه و هزینه آموزش می‌دهد. این مدارس به‌طور کامل یا جزئی از طریق مالیات تأمین مالی می‌شوند و توسط دولت اداره می‌گردند. مدارس دولتی در سراسر جهان وجود دارند و هر کشور ساختار و برنامه‌درسی منحصربه‌فرد خود را ارائه می‌دهد. آموزش با بودجهٔ دولتی از سطح ابتدایی تا متوسطه را در بر می‌گیرد و سنین ۴ تا ۱۸ سال را پوشش می‌دهد. جایگزین‌هایی برای این سیستم عبارتند از: آموزش در خانه، مدرسه خصوصی، مدرسه هیئت امنایی و سایر گزینه‌های آموزشی.